# درفت‌کینگز
درفت‌کینگز (انگلیسی: DraftKings) شرکت سرگرمی آمریکایی است، که در سال ۲۰۱۲ تأسیس شد.